# Elephantulus fuscus
Elephantulus fuscus is een zoogdier uit de familie van de springspitsmuizen (Macroscelididae). De wetenschappelijke naam van de soort werd voor het eerst geldig gepubliceerd door Wilhelm Peters in 1852.

## Voorkomen
De soort komt voor in centraal Mozambique, zuidelijk Malawi en mogelijk ook zuidoostelijk Zambia.